# Temps pour nous
Temps pour nous is een Franstalige single van Axelle Red en staat op nummer één op de CD Secret Jardin.
De single kwam op 14 oktober 2006 binnen in de Belgische Ultratop 50 en stond daarin 17 weken genoteerd. De hoogste positie die het nummer behaalde, was een 11de plaats.
Het nummer gaat over twee verliefde mensen die veel te weinig tijd hebben voor elkaar. Ze weten dat ze hun geruzie over domme dingen, de afwas en het internet moeten laten. Zij hebben dringend tijd nodig voor zichzelf.